# وایزن، اتریش
وایزن  (به آلمانی: Wiesen) یک منطقهٔ مسکونی در اتریش است که در ناحیه ماترسبورگ واقع شده‌است. وایزن  ۲٬۷۹۹ نفر جمعیت دارد.